# دنیس منگافیک
دنیس منگافیک (انگلیسی: Denis Mangafic؛ زادهٔ ۱۲ دسامبر ۱۹۸۹) بازیکن فوتبال اهل آلمان است.
از باشگاه‌هایی که در آن بازی کرده‌است می‌توان به باشگاه فوتبال کیکرز اوفنباخ، باشگاه فوتبال اف‌اس‌وی فرانکفورت، باشگاه فوتبال وهن ویسبادن، و باشگاه فوتبال هراکس آلملو اشاره کرد.